# Swiftopecten
Swiftopecten is een monotypisch geslacht van tweekleppigen uit de familie van de Pectinidae (mantelschelpen).

## Soort
- Swiftopecten swiftii (Bernardi, 1858)